# Paripueira
Paripueira é um município là một đô thị ở bang Alagoas. Dân số năm 2004 ước tính là 8.633 người. Faz parte da vùng đô thị Maceió.
Các địa danh giáp ranh:Santo Antonio, Maceió, São Luiz do Quitunde và Đại Tây Dương
Khu vực này có độ cao 5 m trên mực nước biển. Đô thị này có diện tích 94,1 km². Nhiệt độ trong năm dao động từ 23 °C-36 °C.